# Single numer jeden w roku 2018 (Korea Południowa)

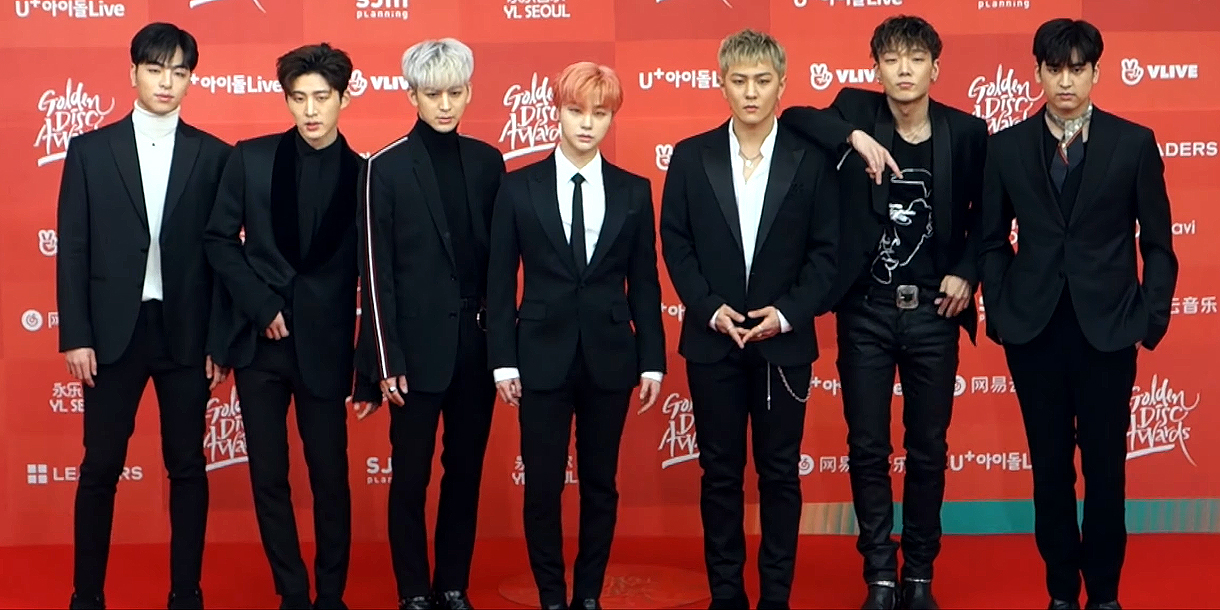
„Love Scenario” zespołu iKon (widocznego na zdjęciu z 2018 roku) zajmowało pierwsze miejsce na liście przez sześć kolejnych tygodni, co było najdłuższym okresem w historii, i było najlepiej radzącym sobie utworem tego roku.

Circle Digital Chart, znany jako Gaon Digital Chart do swojego rebrandingu w lipcu 2022 roku, to wykres przedstawiający najlepiej radzące sobie single w Korei Południowej. Zarządzany przez krajowe Ministerstwo Kultury, Sportu i Turystyki (MCST), dane są gromadzone przez Korea Music Content Industry Association i publikowane przez Circle Chart. Ranking opiera się na łącznej liczbie pobrań każdego singla, liczbie odtworzeń i wykorzystaniu muzyki w tle. W połowie 2008 roku Korean Recording Industry Association zakończyła publikację danych dotyczących sprzedaży muzyki. MCST wprowadziło proces zbierania danych o sprzedaży muzyki w 2009 roku i zaczęło publikować te dane przy wprowadzeniu Gaon Music Chart w lutym następnego roku. WWraz z utworzeniem Gaon Digital Chart po raz pierwszy udostępniono dane cyfrowe dotyczące pojedynczych piosenek w kraju. Circle Chart dostarcza cotygodniowych (od niedzieli do soboty), miesięcznych i rocznych list dla tego zestawienia.

## Notowanie tygodniowe

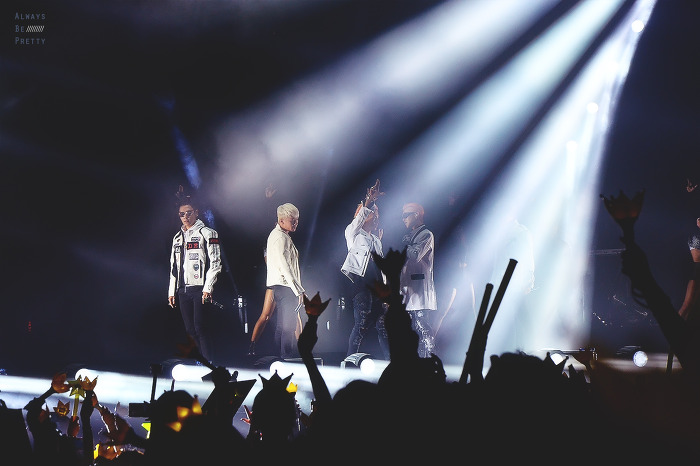
Utwór Big Bang (na zdjęciu w 2015 roku) „Flower Road” był dziesiątym singlem grupy, który znalazł się na szczycie list przebojów, i ostatnim singlem, jaki wydała pięcioosobowa grupa.

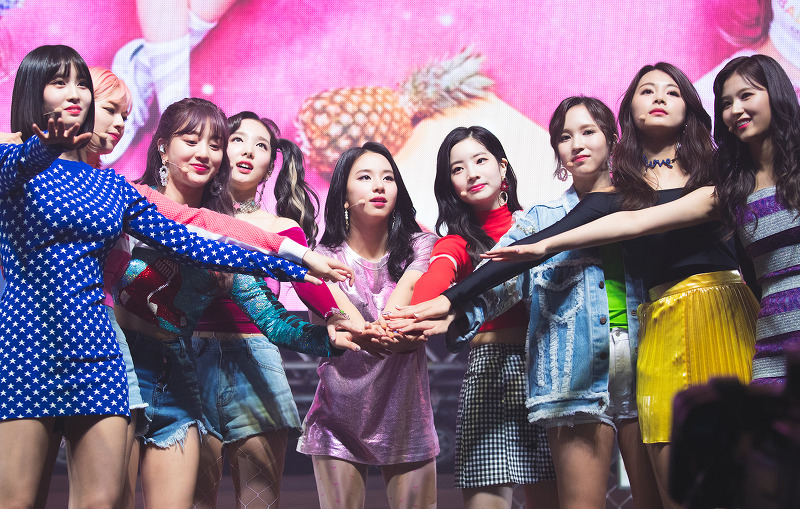
Twice (widoczne na zdjęciu z 2018 roku) zdobyły trzy single numer jeden w 2018 roku — "What Is Love", "Dance the Night Away" i "Yes or Yes".

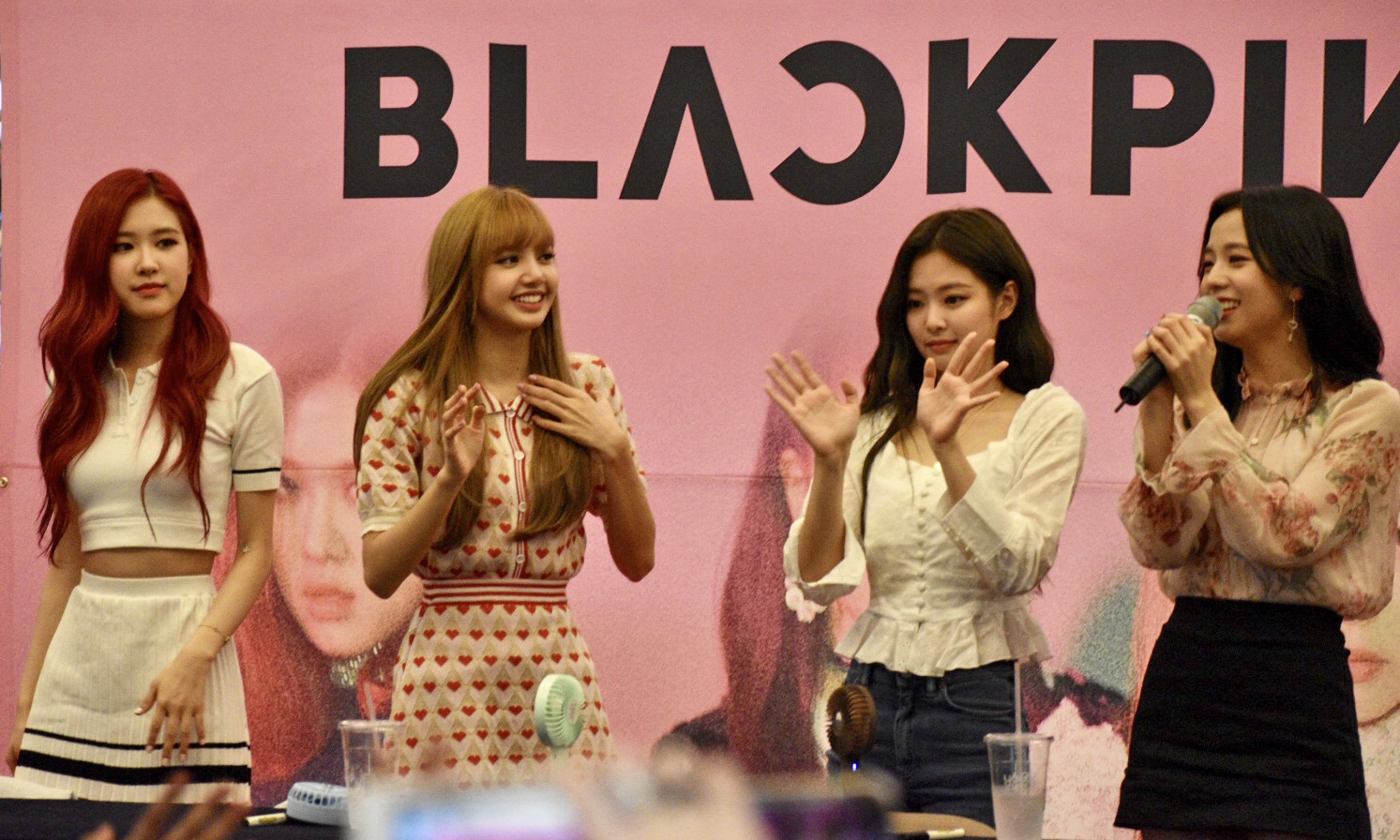
Piosenka „Ddu-Du Ddu-Du” grupy Blackpink (widocznej na zdjęciu z 2018 roku) była najlepiej radzącym sobie utworem lipca i zdobyła najwyższą liczbę punktów tygodniowych w historii listy. Członkini Jennie (trzecia od lewej) także zajęła pierwsze miejsce na liście z utworem „Solo”.

| † | Wskazuje najlepiej sprzedający się singiel 2018 roku |

| Data publikacji | Tytuł                                                                                      | Artysta           | Źródło |
| --------------- | ------------------------------------------------------------------------------------------ | ----------------- | ------ |
| 6 stycznia      | "Sound of Winter" (겨울소리)                                                               | Park Hyo-shin     | [ 6 ]  |
| 13 stycznia     | "Good Old Days" (그날처럼)                                                                 | Jang Deok Cheol   | [ 7 ]  |
| 20 stycznia     | "Good Old Days" (그날처럼)                                                                 | Jang Deok Cheol   | [ 8 ]  |
| 27 stycznia     | "Good Old Days" (그날처럼)                                                                 | Jang Deok Cheol   | [ 9 ]  |
| 3 lutego        | "Love Scenario" (사랑을 했다) †                                                            | iKON              | [ 10 ] |
| 10 lutego       | "Love Scenario" (사랑을 했다) †                                                            | iKON              | [ 11 ] |
| 17 lutego       | "Love Scenario" (사랑을 했다) †                                                            | iKON              | [ 12 ] |
| 24 lutego       | "Love Scenario" (사랑을 했다) †                                                            | iKON              | [ 13 ] |
| 3 marca         | "Love Scenario" (사랑을 했다) †                                                            | iKON              | [ 14 ] |
| 10 marca        | "Love Scenario" (사랑을 했다) †                                                            | iKON              | [ 15 ] |
| 17 marca        | "Flower Road" (꽃 길)                                                                      | Big Bang          | [ 16 ] |
| 24 marca        | "Flower Road" (꽃 길)                                                                      | Big Bang          | [ 17 ] |
| 31 marca        | "Flower Road" (꽃 길)                                                                      | Big Bang          | [ 18 ] |
| 7 kwietnia      | "Bar Code" (바코드)                                                                        | Haon i Vinxen     | [ 19 ] |
| 14 kwietnia     | "What Is Love?"                                                                            | Twice             | [ 20 ] |
| 21 kwietnia     | "Pass By"                                                                                  | Nilo              | [ 21 ] |
| 28 kwietnia     | "Don't Give It to Me" (주지마)                                                             | Loco i Hwasa      | [ 22 ] |
| 5 maja          | "Don't Give It to Me" (주지마)                                                             | Loco i Hwasa      | [ 23 ] |
| 12 maja         | "Don't Give It to Me" (주지마)                                                             | Loco i Hwasa      | [ 24 ] |
| 19 maja         | "Don't Give It to Me" (주지마)                                                             | Loco i Hwasa      | [ 25 ] |
| 26 maja         | "Fake Love"                                                                                | BTS               | [ 26 ] |
| 2 czerwca       | "Travel" (여행)                                                                            | Bolbbalgan4       | [ 27 ] |
| 9 czerwca       | "Travel" (여행)                                                                            | Bolbbalgan4       | [ 28 ] |
| 16 czerwca      | "Travel" (여행)                                                                            | Bolbbalgan4       | [ 29 ] |
| 23 czerwca      | "Ddu-Du Ddu-Du" (뚜두뚜두)                                                                 | Blackpink         | [ 30 ] |
| 30 czerwca      | "Ddu-Du Ddu-Du" (뚜두뚜두)                                                                 | Blackpink         | [ 31 ] |
| 7 lipca         | "Ddu-Du Ddu-Du" (뚜두뚜두)                                                                 | Blackpink         | [ 32 ] |
| 14 lipca        | "Dance the Night Away"                                                                     | Twice             | [ 33 ] |
| 21 lipca        | "Way Back Home "                                                                           | Shaun             | [ 34 ] |
| 28 lipca        | "Way Back Home "                                                                           | Shaun             | [ 35 ] |
| 4 sierpnia      | "SoulMate"                                                                                 | Zico featuring IU | [ 36 ] |
| 11 sierpnia     | "Power Up"                                                                                 | Red Velvet        | [ 37 ] |
| 18 sierpnia     | "Power Up"                                                                                 | Red Velvet        | [ 38 ] |
| 25 sierpnia     | "Way Back Home"                                                                            | Shaun             | [ 39 ] |
| 1 września      | "Idol"                                                                                     | BTS               | [ 40 ] |
| 8 września      | "Siren" (사이렌)                                                                           | Sunmi             | [ 41 ] |
| 15 września     | "Siren" (사이렌)                                                                           | Sunmi             | [ 42 ] |
| 22 września     | "The Hardest Part" (우리 그만하자)                                                         | Roy Kim           | [ 43 ] |
| 29 września     | "There Has Never Been a Day I Haven't Loved You" (하루도 그대를 사랑하지 않은 적이 없었다) | Im Chang-jung     | [ 44 ] |
| 6 października  | "There Has Never Been a Day I Haven't Loved You" (하루도 그대를 사랑하지 않은 적이 없었다) | Im Chang-jung     | [ 45 ] |
| 13 października | "Bbibbi" (삐삐)                                                                            | IU                | [ 46 ] |
| 20 października | "Bbibbi" (삐삐)                                                                            | IU                | [ 47 ] |
| 27 października | "Bbibbi" (삐삐)                                                                            | IU                | [ 48 ] |
| 3 listopada     | "Me After You" (너를 만나)                                                                 | Paul Kim          | [ 49 ] |
| 10 listopada    | "Yes or Yes"                                                                               | Twice             | [ 50 ] |
| 17 listopada    | "Solo"                                                                                     | Jennie            | [ 51 ] |
| 24 listopada    | "Solo"                                                                                     | Jennie            | [ 52 ] |
| 1 grudnia       | "Fiancé" (아낙네)                                                                          | Mino              | [ 53 ] |
| 8 grudnia       | "Fiancé" (아낙네)                                                                          | Mino              | [ 54 ] |
| 15 grudnia      | "180 Degrees" (180도)                                                                      | Ben               | [ 55 ] |
| 22 grudnia      | "180 Degrees" (180도)                                                                      | Ben               | [ 56 ] |
| 29 grudnia      | "180 Degrees" (180도)                                                                      | Ben               | [ 57 ] |

## Notowanie miesięczne
| Miesiąc     | Tytuł                           | Artysta         | Źródło |
| ----------- | ------------------------------- | --------------- | ------ |
| Styczeń     | "Good Old Days" (그날처럼)      | Jang Deok Cheol | [ 58 ] |
| Luty        | "Love Scenario" (사랑을 했다) † | iKON            | [ 59 ] |
| Marzec      | "Starry Night" (별이 빛나는 밤) | Mamamoo         | [ 60 ] |
| Kwiecień    | "Pass By"                       | Nilo            | [ 61 ] |
| Maj         | "Don't Give It to Me" (주지마)  | Loco i Hwasa    | [ 62 ] |
| Czerwiec    | "Travel" (여행)                 | Bolbbalgan4     | [ 63 ] |
| Lipciec     | "Ddu-Du Ddu-Du" (뚜두뚜두)      | Blackpink       | [ 64 ] |
| Sierpień    | "Way Back Home"                 | Shaun           | [ 65 ] |
| Wrzesień    | "Siren" (사이렌)                | Sunmi           | [ 66 ] |
| Październik | "Bbibbi" (삐삐)                 | IU              | [ 67 ] |
| Listopad    | "Me After You" (너를 만나)      | Paul Kim        | [ 68 ] |
| Grudzień    | "Fiancé" (아낙네)               | Mino            | [ 69 ] |